# Воронцово (Рязанская область)
Воронцово — посёлок в России, расположен в Клепиковском районе Рязанской области. Входит в состав Молькинского сельского поселения.

## Географическое положение
Посёлок Воронцово расположен примерно в 23 км к северо-востоку от центра города Спас-Клепики. Ближайшие населённые пункты — деревня Михали к северу и деревня Ково к югу.

## История
Посёлок был основан в конце 20-х, начале 30-х годов XX века при леспромхозе на месте Воронцовского казённого хутора, существовавшего с конца XIX века. В 30 - 50-х годах XX века посёлок соединялся узкоколейной железной дорогой с посёлком Дубровский Владимирской области.
До 1963 года посёлок входил в состав Тумского района.

## Население
| 2010 |
| ---- |
| 16   |

## Транспорт и связь
Посёлок связан автомобильной дорогой с твёрдым покрытием с посёлком Тума.
В посёлке Воронцово имеется одноимённое сельское отделение почтовой связи (индекс 391006).